# Kundido (cheval)
Vous lisez un « article de qualité » labellisé en 2025.
Pour l’article homonyme, voir Kundudo.
Les Kundido, ou Kundudo, sont une population de chevaux retournés à l'état sauvage propre au mont Kundudo, dans l'est de l'Éthiopie. Ils sont très peu nombreux, mais connus depuis deux siècles par la population locale. Ils pourraient provenir d'un petit groupe de chevaux abyssiniens, égarés lors de guerres au XVIe siècle. Ce sont des chevaux à la morphologie peu avantageuse et au dos court. 
En 2008, des chercheurs constatent l'existence de cette petite population, qui fait l'objet de captures ponctuelles par un agriculteur local pour le travail de labour et la vente de poulains. Les autorités de préservation de la biodiversité éthiopienne recommandent alors de transformer leur biotope en réserve ouverte au tourisme dès 2011. Cependant, du fait de leur très faible effectif (une dizaine d'individus) et de leur forte consanguinité, ces chevaux sont en danger critique d'extinction, malgré les mesures de protection en place. En 2022, grâce à des mesures de conservation, l'effectif est passé à une trentaine d'animaux.

## Dénomination et sources

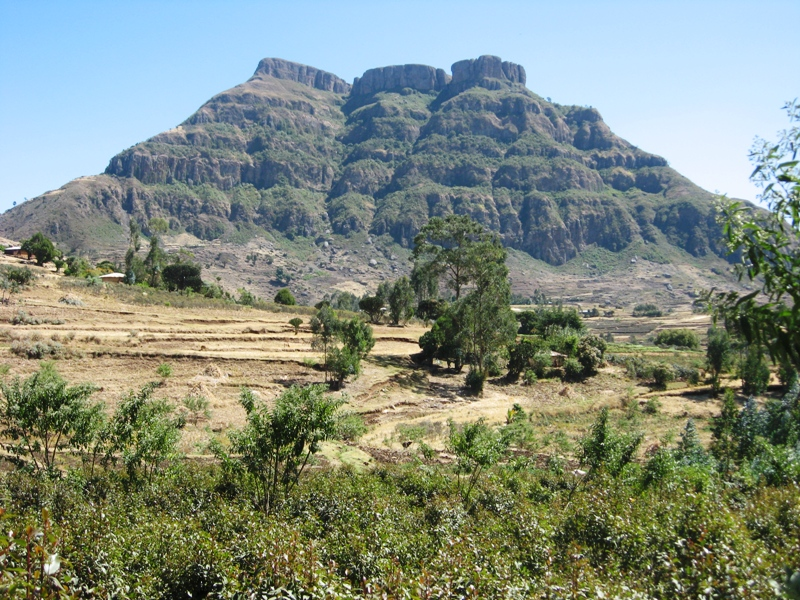
Face nord du mont Kundudo.

Cette population de chevaux doit son nom au biotope dans lequel elle évolue depuis longtemps à l'état sauvage, le mont Kundudo,,,,, situé sur un plateau non loin de la ville d'Harar. La plupart des sources, dont une présentation en conférence de 2011, une thèse de 2012, deux publications scientifiques en anglais de 2012, une de 2015, puis de 2021, et la base de données DAD-IS, utilisent la graphie « Kundido », qui d'après Mulualem et al. a été utilisée pour désigner cette race de chevaux au moment de sa découverte. 
Une partie des sources récentes,, dont l'encyclopédie de CAB International, utilisent la graphie « Kundudo ». 
Il existe très peu d'informations relatives à ces chevaux. De nombreux paramètres restent à étudier, notamment leur caractérisation morphologique, leurs maladies et parasites, et l'attitude des communautés humaines locales à leur égard.

## Histoire

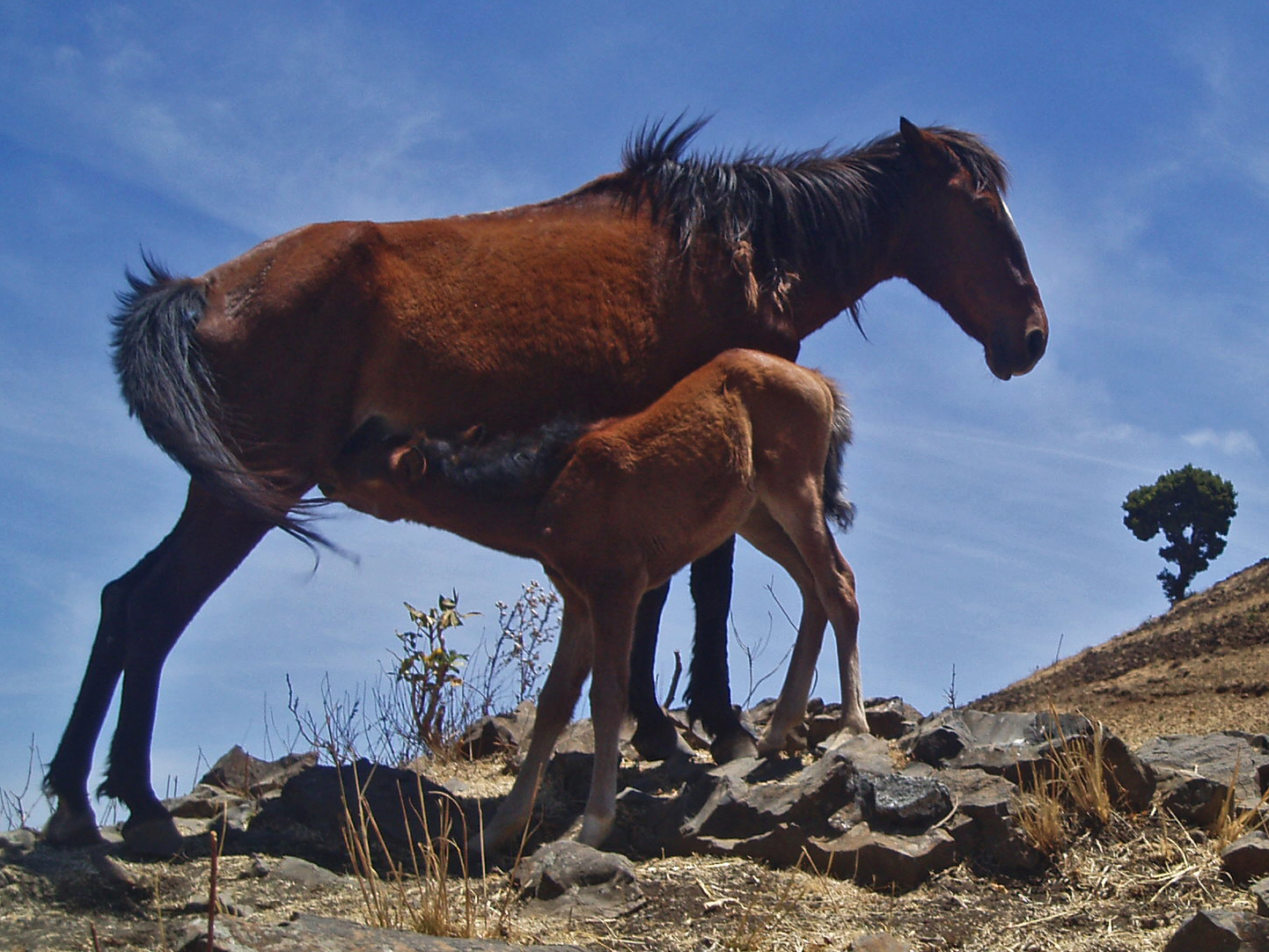
Jument et poulain Kundido.

L'histoire de ces chevaux reste mystérieuse, car les sources écrites sont absentes,,. La tradition orale, recueillie auprès des habitants locaux les plus âgés, veut que les chevaux Kundido soient connus depuis plus de 200 ans, et que le futur empereur Haïlé Sélassié Ier ait capturé l'un d'eux avec l'aide de son oncle, à l'âge de 10 ans,. Selon l'une des hypothèses évoquées oralement quant à l'origine de ces chevaux, leurs ancêtres seraient des montures militaires restées sur place après la guerre adalo-éthiopienne, qui opposa le chef musulman Ahmed Gragn au chef chrétien Lebne Denguel de 1528 à 1560,,,,. Il est possible qu'un petit groupe de 10 à 15 chevaux ait survécu durant des décennies malgré la présence passée de lions et de guépards. Cependant, il n'existe aucun élément permettant de lever l'incertitude quant à leur origine,,,, et la cause de leur présence au sommet du mont Kundudo reste mystérieuse. La distance génétique relativement courte entre les chevaux sauvages Kundido et les chevaux domestiques de la race Abyssinien suggère toutefois qu'ils pourraient être une sous-population de chevaux abyssiniens retournée à l'état sauvage dans un passé récent,,, peut-être durant les événements militaires du XVIe siècle,. Si tel est le cas, il s'agirait de la plus ancienne population de chevaux retournés à l'état sauvage sur le continent africain.
Les chevaux du mont Kundudo sont re-découverts au début du XXIe siècle, à l'occasion d'une exploration des écozones propres aux chevaux éthiopiens par l'équipe du chercheur Kefena Delesa Effa. Cette recherche met en relief les difficultés de communication à propos des chevaux éthiopiens, méconnus même localement. Le 3 janvier 2008, les chercheurs trouvent d'abord une unique jument d'environ 11 ans, aux pieds jamais soignés, ne montrant aucun signe de domestication. Ils en prélèvent l'ADN et la surnomment « Basra ». Ils comptabilisent au total 18 chevaux dans la zone du mont en octobre 2010,. En 2013, une expédition scientifique est envoyée par l'Institut éthiopien de la biodiversité et permet de dénombrer seulement 11 chevaux. 
Il n'existe pas de stud book. Ces chevaux font l'objet d'un processus de re-domestication,,,,, car certains d'entre eux sont capturés annuellement par un cultivateur local, pour une mise au travail.
Le 28 décembre 2021, l'université de Haramaya organise un atelier à Harar visant à sensibiliser à la conservation de ces chevaux, cités comme les plus menacés d’Éthiopie.

## Description

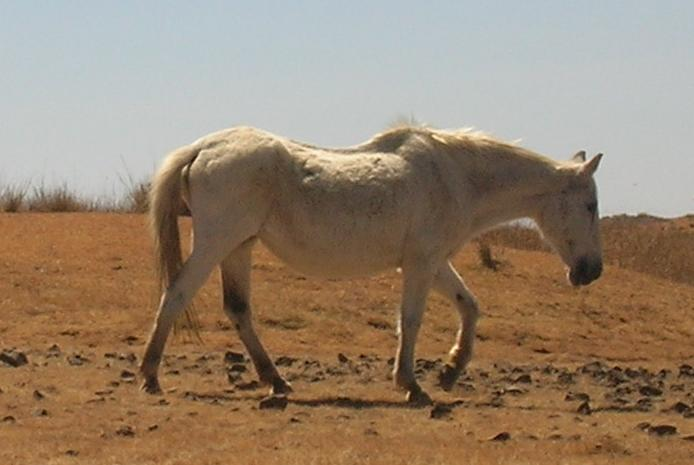
Basra, jument Kundido âgée de 11 ans sur cette photo.

La morphologie est décrite comme défectueuse, avec notamment des formes irrégulières, un dos court avec une ligne de dessus plongeante, et un ventre pansu,,. Le faible nombre de chevaux étudiés ne permet cependant pas de déduire de données morphologiques cohérentes,.
Les Kundido constituent l'une des huit races de chevaux identifiées en Éthiopie, et parmi elles, c'est la seule qui vive à l'état sauvage. Avec le Borana, race éthiopienne dont il diverge le plus, le Kundido est le plus éloigné génétiquement de toutes les autres races de chevaux éthiopiennes,,. L'étude d'Effa lui attribue un cluster de gènes à lui seul, puis une nouvelle étude par Effa et al. en 2021 le place dans un cluster avec l'Abyssinien. La race éthiopienne la plus proche du Kundido est donc l'Abyssinien,. 

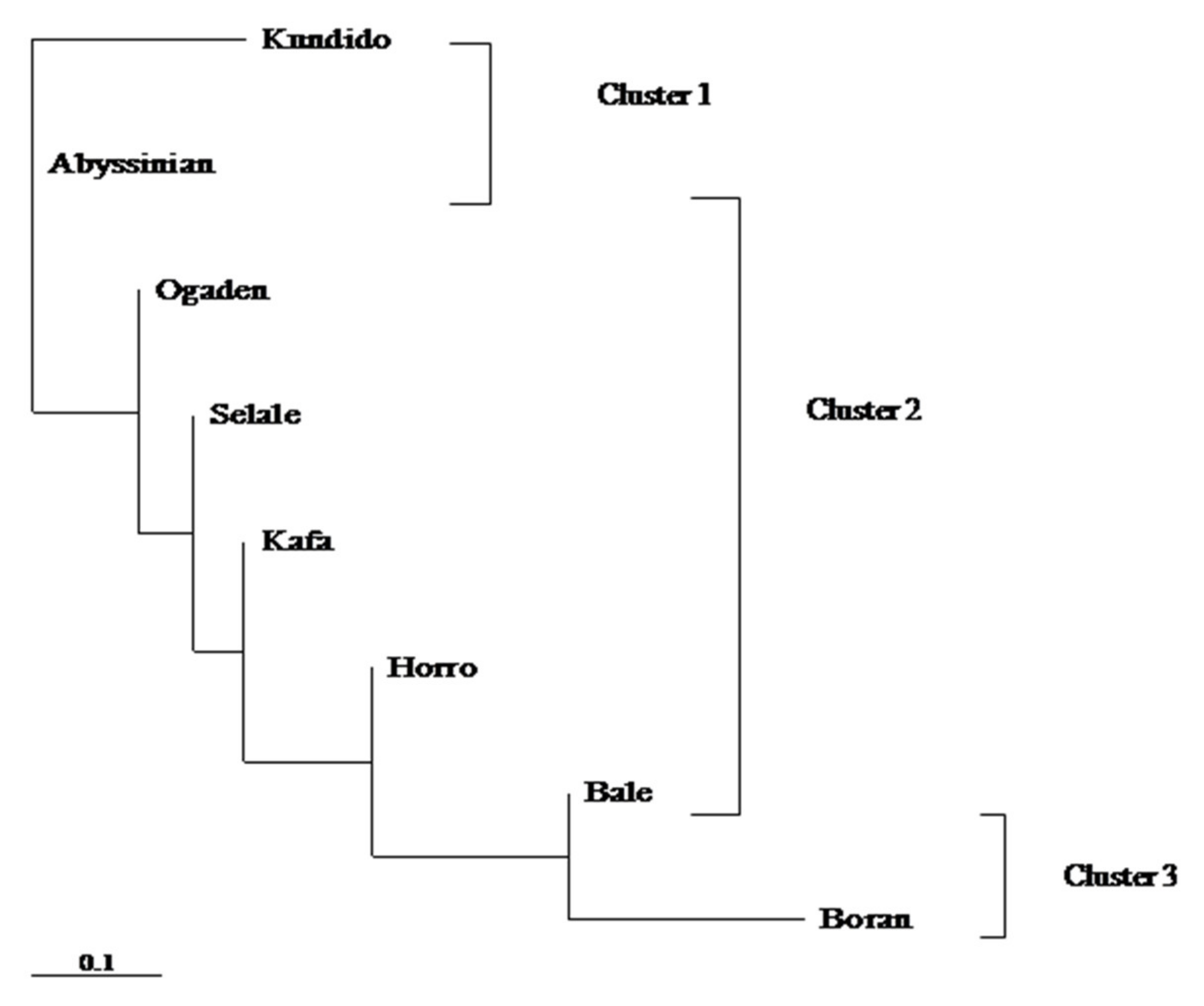
Relations génétiques entre le Kundido et les autres races de chevaux d’Éthiopie.

La population montre aussi une faible diversité génétique,, la plus basse parmi toutes les populations de chevaux éthiopiennes étudiées,. Il est probable que ces chevaux aient subi un phénomène de dérive génétique, dû au faible nombre d'individus fondateurs, à leur isolement durant une longue période, et à l'absence de croisements avec des chevaux d'origine extérieure. Leur patrimoine génétique n'est cependant pas exceptionnel, ni unique au regard des autres populations équines de ce type.
En raison de leur très faible diversité génétique, il est envisagé de croiser ces chevaux avec des races proches, afin d'éviter l'augmentation de la consanguinité

## Utilisation

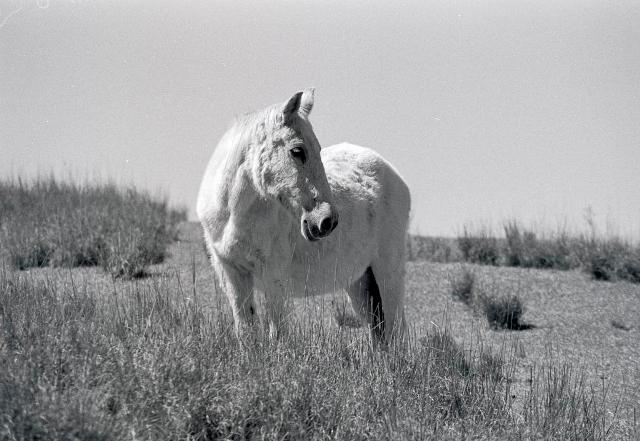
La jument Basra.

Bien que ces chevaux soient retournés à l'état sauvage, et constituent l'une des deux ou trois populations de chevaux dits « féraux » d'Afrique,, certains d'entre eux ont été régulièrement capturés et re-domestiqués par des habitants de la région. Durant la première phase d'étude (2008-2012), un cultivateur local les met au travail pour le temps de la moisson, avant de les relâcher. Ils sont réputés peu utiles à cet usage, avec une faible puissance de traction, et se montrent réfractaires au travail demandé. Cependant, ce cultivateur a vraisemblablement aussi capturé ou vendu certains poulains.
Depuis 2015, tous les chevaux sont conservés in situ, dans leur biotope d'origine. La région d'Oromia a dédommagé les cultivateurs qui utilisaient ces chevaux en échange de leur remise en liberté.
Les préconisations de 2012 sont de transformer peu à peu la zone de pâturage au sommet du mont Kundudo en attraction touristique, sur le modèle de celle des chevaux du Namib, en tablant sur le potentiel touristique revêtu par l'observation de chevaux sauvages,. Les chevaux du Namib sont en effet mondialement connus, à tort, comme les seuls chevaux « sauvages » d'Afrique.

## Répartition et menaces

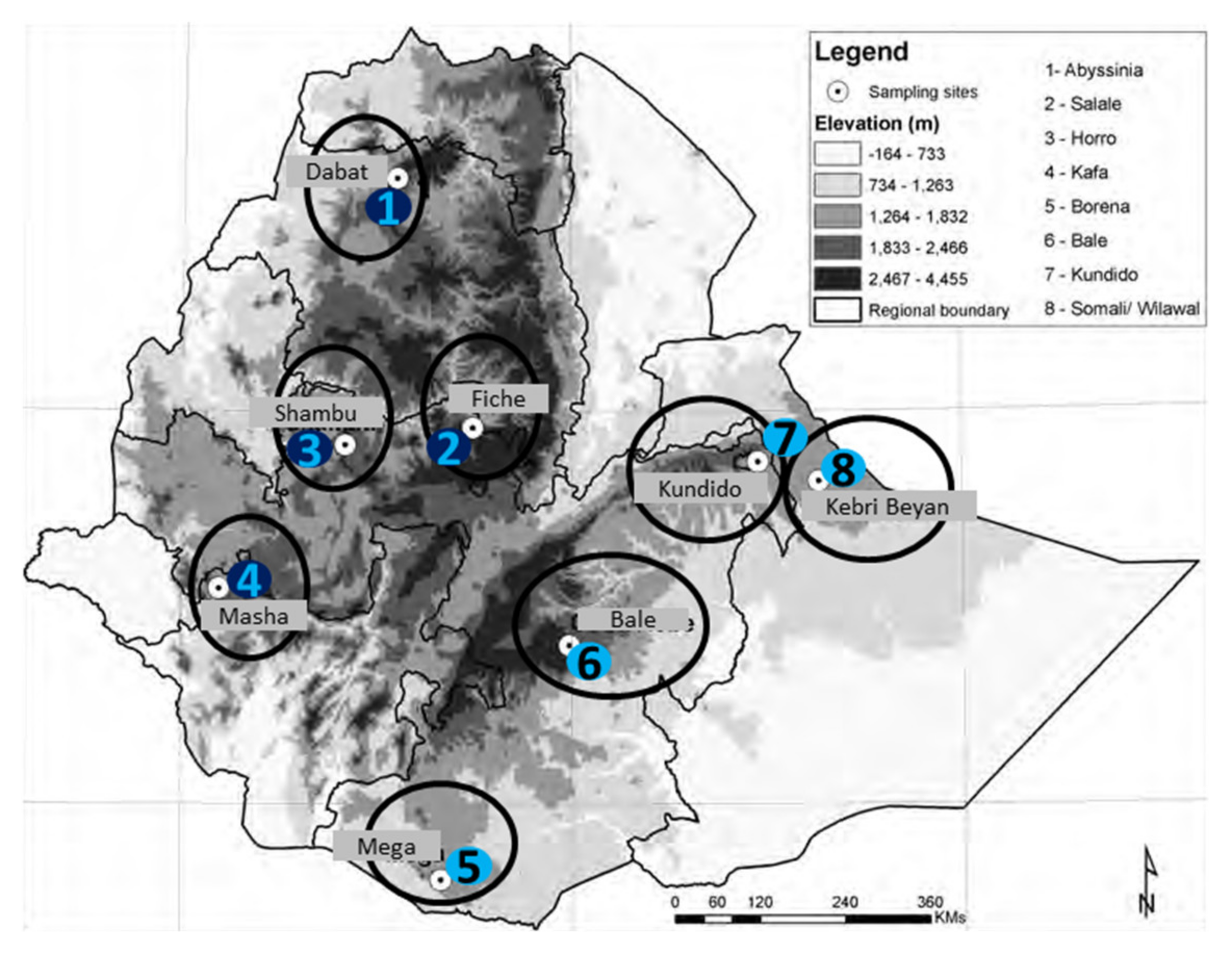
Répartition des races de chevaux d'Éthiopie. Le Kundido est ici représenté par le numéro 7.

Le cheptel est minuscule. Ces chevaux sont cantonnés à la région du mont Kundudo, dans l'Est de l'Éthiopie,,, où ils sont réputés rares. Ils pâturent à plus de 2 900 mètres d'altitude, dans une zone de 13 hectares, et boivent à un point d'eau situé au sommet (plat) du mont, qui ne s'assèche jamais, même en saison chaude,. Ce biotope est particulièrement favorable à de grands herbivores, car il leur fournit la végétation et l'eau nécessaires. Bien que ces chevaux ne soient pas des mammifères indigènes mais introduits, leur impact négatif sur la faune locale est limité par comparaison à celui d'autres espèces introduites telles que le chien, le chat et le rat. Les Kundido sont les derniers et les seuls chevaux féraux (« sauvages ») de l'Est de l'Afrique,. Ils sont fortement menacés d'extinction, du fait de leur rareté, de la consanguinité, de mauvaises pratiques d'élevage, et de l'existence d'une demande pour leurs poulains,. Le manque de connaissance des pratiques de gestion des chevaux fait notamment partie des menaces pesant sur le Kundido. 
Depuis 2011, cette population animale est classée comme étant en danger critique d'extinction,. L'institut éthiopien de la biodiversité a mis en place des procédures de conservation, notamment en prélevant le sperme d'étalons pour le congeler. La conservation est également suivie par l'université d'Haramaya. L'importance de la race de par son lien avec l'histoire de l'Éthiopie a été soulignée. Des mesures de conservation actives sont mises en place in situ, à travers des campagnes de sensibilisation et l'emploi de personnel chargé de conserver cette population animale dans son milieu d'origine,. Cependant, les faibles salaires proposés et la difficulté des conditions de travail des gardes chargés de protéger les chevaux rendent la pérennisation du Kundido incertaine.
En 2016, CAB International cite cette population comme étant « virtuellement éteinte », le dernier effectif recensé, de onze chevaux, étant jugé trop faible pour en assurer la pérennité. Le cheptel commence à remonter après 2013, quand les cultivateurs locaux cessent de capturer les poulains. En 2015, après un phénomène de prédation massive par la faune carnivore sauvage et de garde hors-site par des habitants locaux, le Kundido tombe à seulement sept spécimens recensés,. Ce déclin « alarmant » motive la mise en place d'une conservation active sur place,. En 2020, la base de données DAD-IS fournit un relevé d'effectif de 29 chevaux. En 2021 et 2022, cette population est remontée à environ 30 chevaux, grâce à la présence de gardes au sommet du mont.